# Gigi Goode
Pour les articles homonymes, voir Goode.
Gigi Geggie, plus connue sous le nom de scène Gigi Goode, est une drag queen américaine principalement connue pour avoir participé à la douzième saison de RuPaul's Drag Race.

## Jeunesse
Gigi Geggie naît le 2 décembre 1997 à Woodstock, dans l'Illinois, de parents d'origine écossaise et scandinave. Sa mère, Kristi Geggie, est costumière et décoratrice d'intérieur,. Elle découvre la culture LGBT à l'âge de 12 ans grâce à son oncle ouvertement homosexuel et commence le transformisme pendant son adolescence, avec l'aide de sa mère. L'esthétique de son personnage se rapproche de la mode des années 1940 et 1950.
Gigi fait des études supérieures d'art à l'Université de Millikin, à Decatur, dans l'Illinois, où elle reçoit une récompense d'excellence.

## Carrière
Gigi Geggie commence le drag professionnellement sous le nom de Gigi Goode en 2012.
Le 23 janvier 2020, Gigi Goode est annoncée comme l'une des treize candidates de la douzième saison de RuPaul's Drag Race. Après quatre victoires lors de l'émission, elle se place finalement seconde avec Crystal Methyd face à Jaida Essence Hall.
Elle est la seule candidate de la douzième saison de RuPaul's Drag Race à participer à la Werq the World Battle Royale, un spectacle de drag diffusé en direct pendant la pandémie de COVID-19, considéré comme « le plus grand spectacle de drag du monde ».
Elle apparaît avec Valentina, candidate de la neuvième saison de RuPaul's Drag Race, dans le clip de la chanson "I'm Ready" de Sam Smith et Demi Lovato.

## Vie privée
Gigi Geggie s'identifie initialement comme genderfluid,,. Cependant, elle a annoncé en 2021 être trans/non-binaire, annonçant ainsi qu'elle préfère être genrée au féminin ainsi que renonçant à son ancien prénom au profit de Gigi, autant en drag qu'en-dehors.

## Filmographie

### Télévision
| Année | Titre                           | Notes     |
| ----- | ------------------------------- | --------- |
| 2020  | Saison 12 de RuPaul's Drag Race | Seconde   |
| 2020  | RuPaul's Drag Race: Untucked    | Candidate |

### Web series
| Année | Titre           | Référence |
| ----- | --------------- | --------- |
| 2020  | Whatcha Packin' | [ 18 ]    |

## Discographie

### Singles
| Titre | Année | Album  |
| --- | ----- | ------ |
| I'm That Bitch(The Cast of RuPaul's Drag Race Season 12)                                                          | 2020  | Single |
| Madonna: The Unauthorized Rusical(The Cast of RuPaul's Drag Race Season 12)                                       | 2020  | Single |
| I Made It / Mirror Song / Losing Is New Winning (Las Vegas Live Medley)(The Cast of RuPaul's Drag Race Season 12) | 2020  | Single |
| The Shady Bunch(The Cast of RuPaul's Drag Race Season 12)                                                         | 2020  | Single |